# Náutico Futebol Clube
|  | No s'ha de confondre amb Clube Náutico Capibaribe. |

El Náutico Futebol Clube és un club de futbol brasiler de la ciutat de Boa Vista a l'estat de Roraima.

## Història
El club va ser fundat el 22 de desembre de 1962. Després de ser finalista del Campionat roraimense del 2010, i participar en el Campeonato Brasileiro Série D del 2012, el Náutico es proclamà campió del Campionat roraimense derrotant el São Raimundo l'any 2013, tornant a jugar a la Sèrie D nacional el mateix any.

## Estadi
El club disputa els seus partits a l'Estadi Flamarion Vasconcelos, anomenat Canarinho. Té una capacitat màxima per a 6.000 espectadors.

## Palmarès
- Campionat roraimense:
  - 1968 (Federação Roraimense de Desportos), 2013